# Rybna (województwo małopolskie)
Rybna – wieś w Polsce położona w województwie małopolskim, w powiecie krakowskim, w gminie Czernichów, jako jej największa wieś i najdalej wysunięta na północny zachód.
| SIMC    | Nazwa      | Rodzaj     |
| ------- | ---------- | ---------- |
| 0316223 | Bednarze   | część wsi  |
| 0316230 | Czamarze   | część wsi  |
| 0316246 | Kucoroszec | część wsi  |
| 0316269 | Morgi      | przysiółek |
| 0316252 | Nowy Świat | część wsi  |
| 0316275 | Wrzosy     | przysiółek |

Wieś opactwa benedyktynów tynieckich w powiecie proszowickim województwa krakowskiego w końcu XVI wieku. W latach 1975–1998 miejscowość położona była w województwie krakowskim.
Południowa część Rybnej leży przy drodze wojewódzkiej nr 780 na terenie krainy geograficznej Brama Krakowska, natomiast północna na Garbie Tenczyńskim.
W Rybnej funkcjonuje szkoła podstawowa i ośrodek zdrowia. Komunikacja zbiorowa opiera się na aglomeracyjnej linii MPK Kraków nr 269 oraz mikrobusach „Superbus”.

## Historia
Wieś wzmiankowana w 1337 roku. Należała do opactwa benedyktynów w Tyńcu. W 1790 roku była zamieszkiwana przez 738 osób, w tym 10 Żydów. Na przełomie XIX/XX w. wieś zamieszkiwało ok. 1700 osób.
„Od 18 października 1815 roku Rybna należała do Wolnego Miasta Kraków półdemokratycznej republiki konstytucyjnej opartej na Kodeksie Napoleona i własnej konstytucji. Wolne Miasto stało się ostoją dla osób z pozostałych zaborów i powstańczym „korytarzem” Początkowo cieszyło się umiarkowaną autonomią wewnętrzną. Do 1830 roku formalnie władzę wykonawczą sprawował w niej 12-osobowy Senat Rządzący, w skład którego wchodzili przedstawiciele Zgromadzenia Reprezentantów, Uniwersytetu Jagiellońskiego i państw opiekuńczych.
Wolne Miasto Kraków powstało z południowo-zachodniego skrawka Księstwa Warszawskiego, na lewym brzegu Wisły. Miało powierzchnię 1234 kilometrów kwadratowych (wedle innych danych – 1164 lub 1150). Graniczyło z Rosją, Prusami i Austrią. Na jego terytorium znajdowały się – poza Krakowem – 224 wsie (ok. 60% z nich było w rękach prywatnych właścicieli) i 3 prywatne miasteczka: Chrzanów, Trzebinia i Nowa Góra. W 1815 roku liczyło ok. 95 tysięcy mieszkańców, w 1843 ok. 146 tysięcy, z czego ok. 85% stanowili katolicy, resztę – prawie wyłącznie żydzi. Wolne Miasto Kraków zostało podzielone na 17 gmin wiejskich, a samo miasto Kraków na 9 gmin miejskich. Gminy wiejskie składały się z kilku do kilkunastu wsi, a niektóre również z miast (Chrzanów, Trzebinia od 1817 r., Nowa Góra).
W myśl art. IX Konstytucji WMK na czele administracji gminy stał wójt, wybierany przez zgromadzenie gminne na okres 2 lat. Wymagania stawiane kandydatom na wójta były następujące: pełnoletniość, nieposzlakowany charakter, umiejętność rachowania oraz czytania i pisania po polsku.
W styczniu 1816 r. dokonano reformy administracyjnej Wolnego Miasta dzieląc je na 9 gmin miejskich (w obrębie miasta Krakowa) i 17 gmin wiejskich (I Kościelniki, II Mogiła, III Modlnica, IV Babice, V Rybna, VI Czernichów, VII Liszki, VII Zwierzyniec, IX Bobrek, X Jaworzno, XI Kościelec, XII Młoszowa, XIII Poręba Żegoty, XIV Lipowiec, XV Krzeszowice, XVI Pisary, XVII Chrzanów). W 1839 roku (na podst. rozporządzenia Senatu WMK z 7.XII.1838 r.) dokonano kolejnej reformy podziału administracyjnego, zastępując dotychczasowe gminy powołanymi w ich miejsce większymi jednostkami, dystryktami, w których wójtów zastąpili komisarze dystryktowi. Utworzono 10 dystryktów: Alwernia, Balice, Chrzanów, Czernichów, Kraków, Jaworzno, Liszki, Krzeszowice, Mogiła i Trzebinia.”
W roku 1901 została założona „Spółka Mleczarska w Rybnej z ograniczoną poręką”. Mleczarnia została oddana do użytku 1 stycznia 1905 roku. 30 czerwca 1943 roku oddział Gwardii Ludowej „Wisła” zniszczył mleczarnię w której zbierano mleko z kontyngentu. Nazajutrz Niemcy przeprowadzili akcję pacyfikacyjną. Mleczarnia funkcjonowała do lat 90. XX w., obecnie budynek jest zrujnowany.

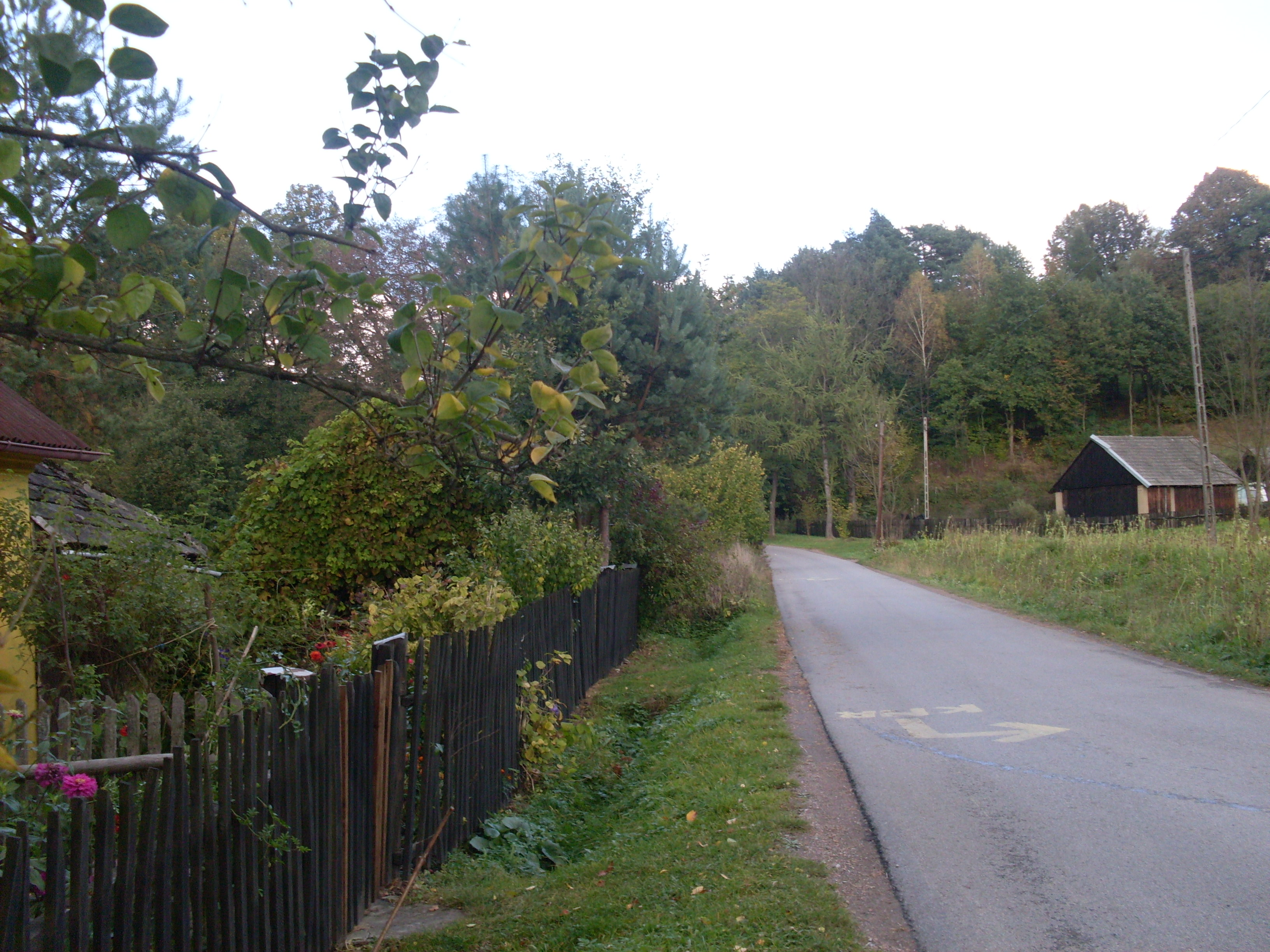
Rybna – przysiółek Wrzosy
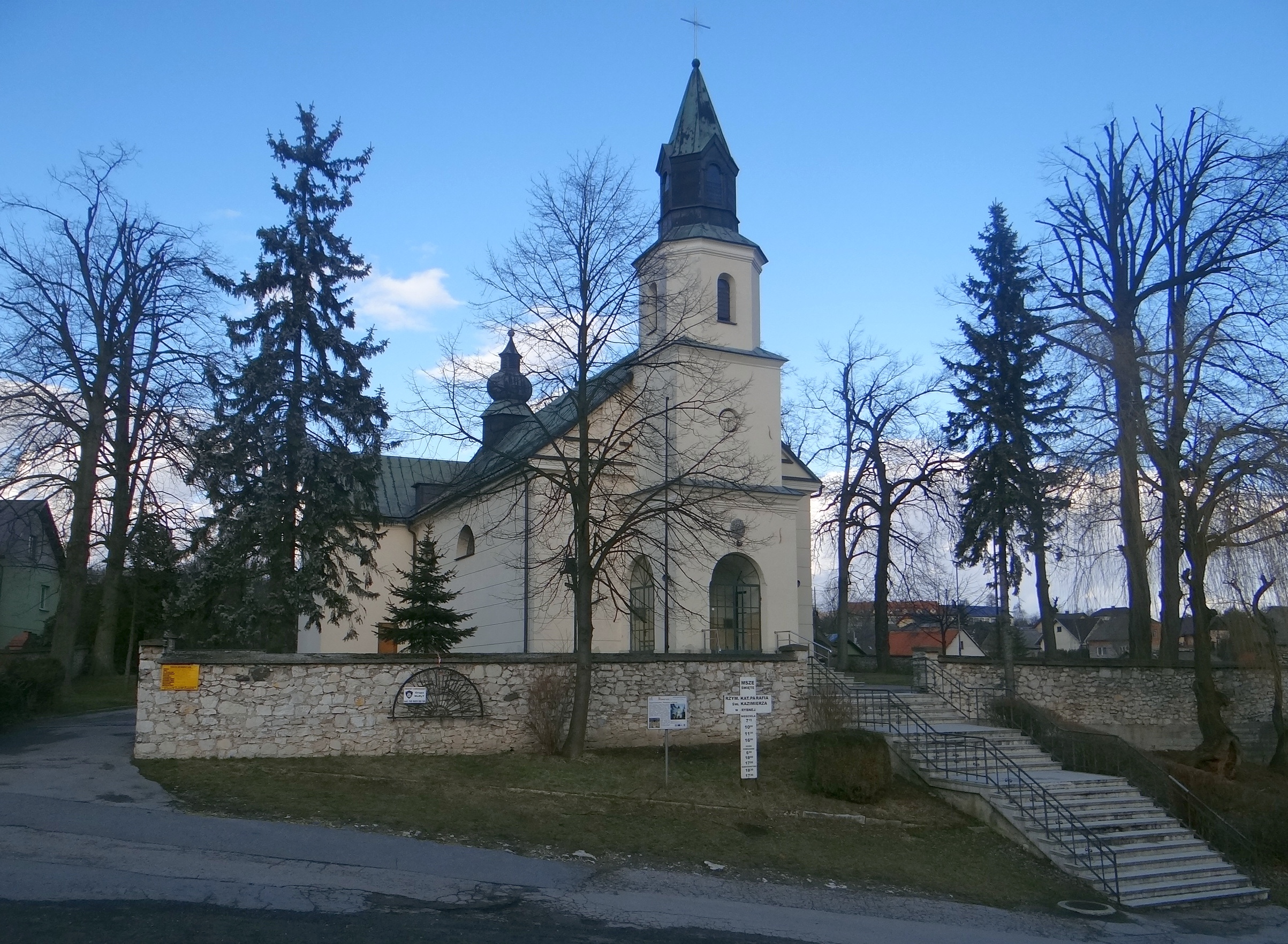
kościół
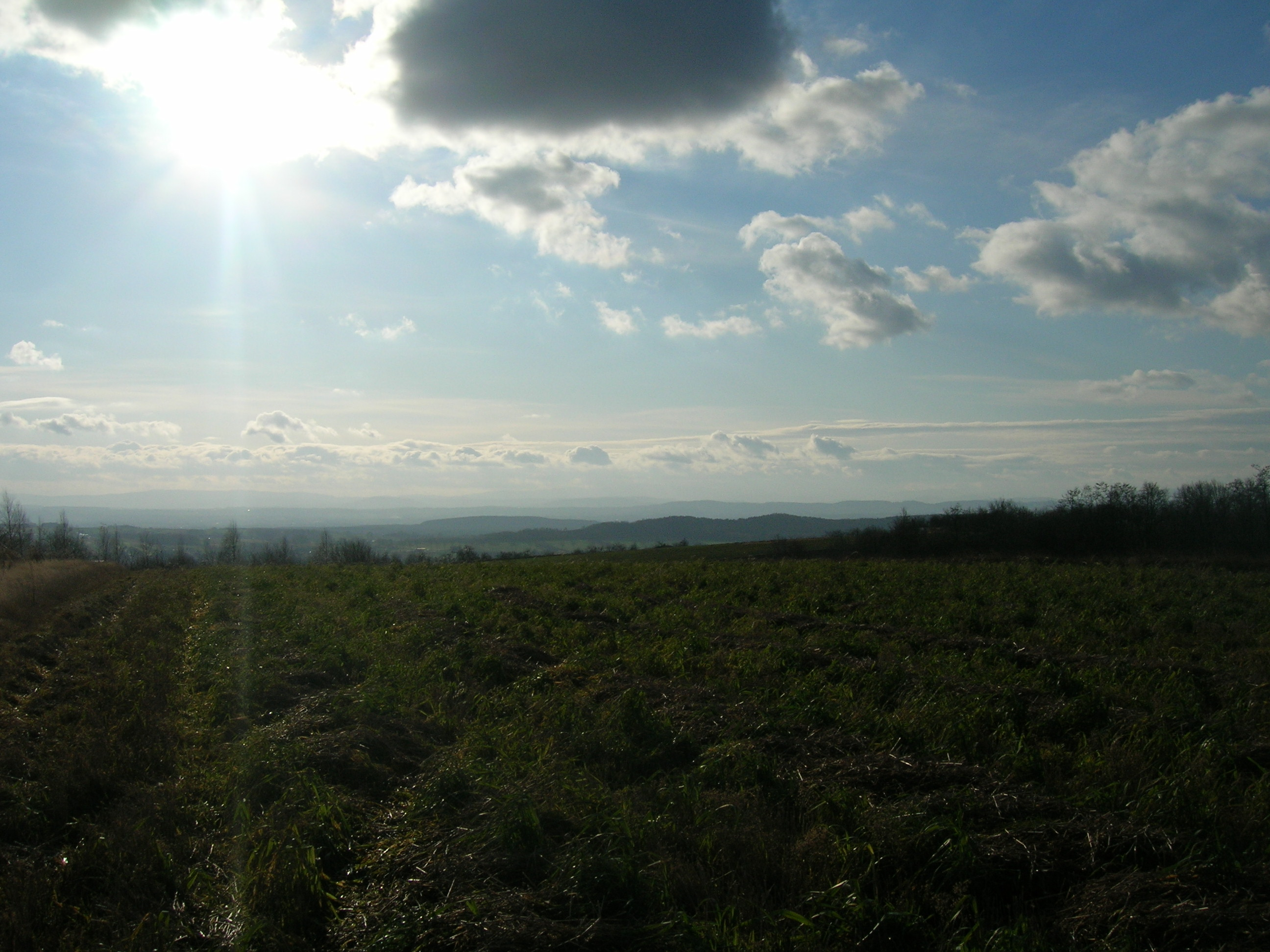
Rybna. Smarkowa
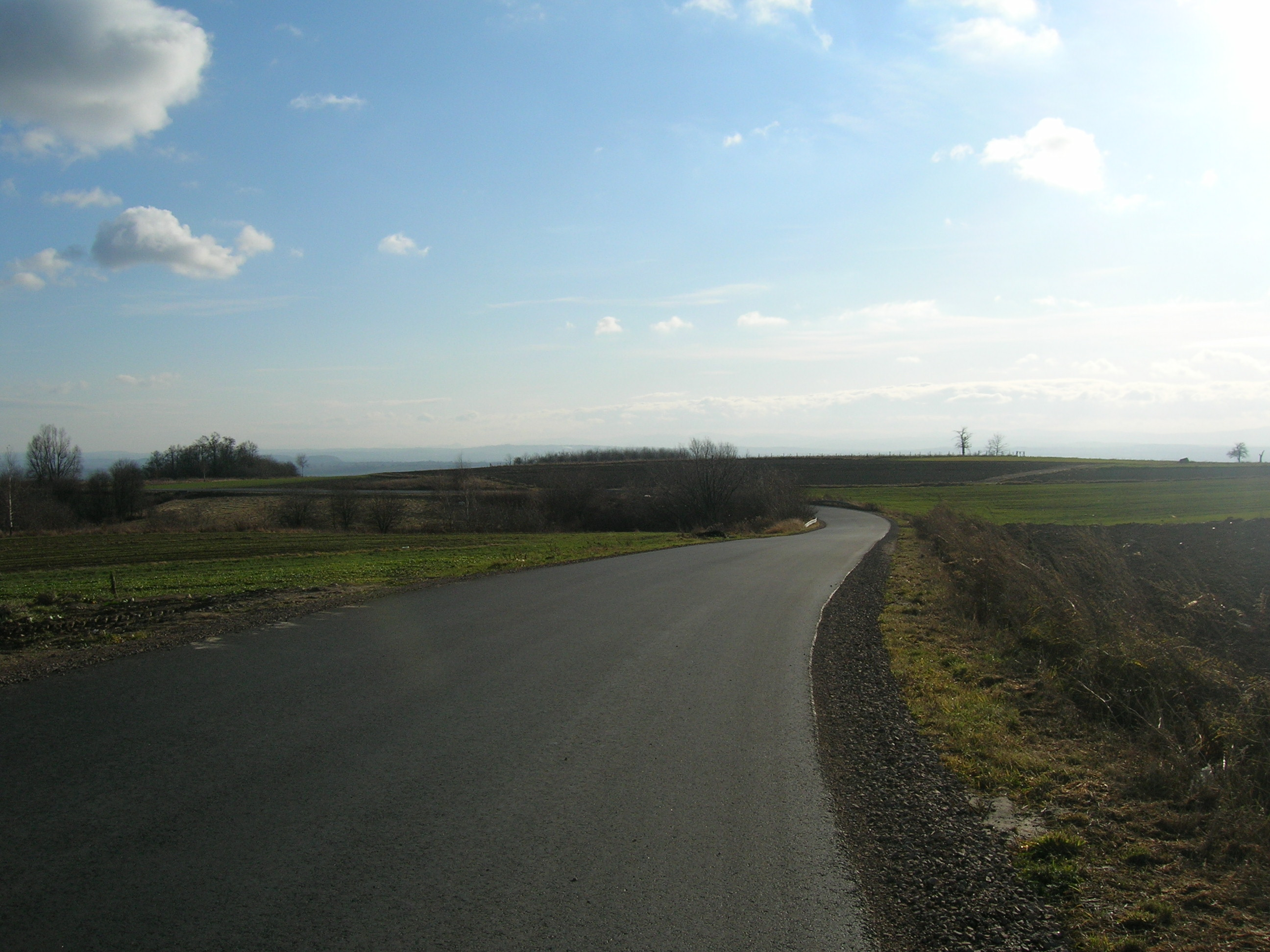
Rybna. Kamionka – część północna
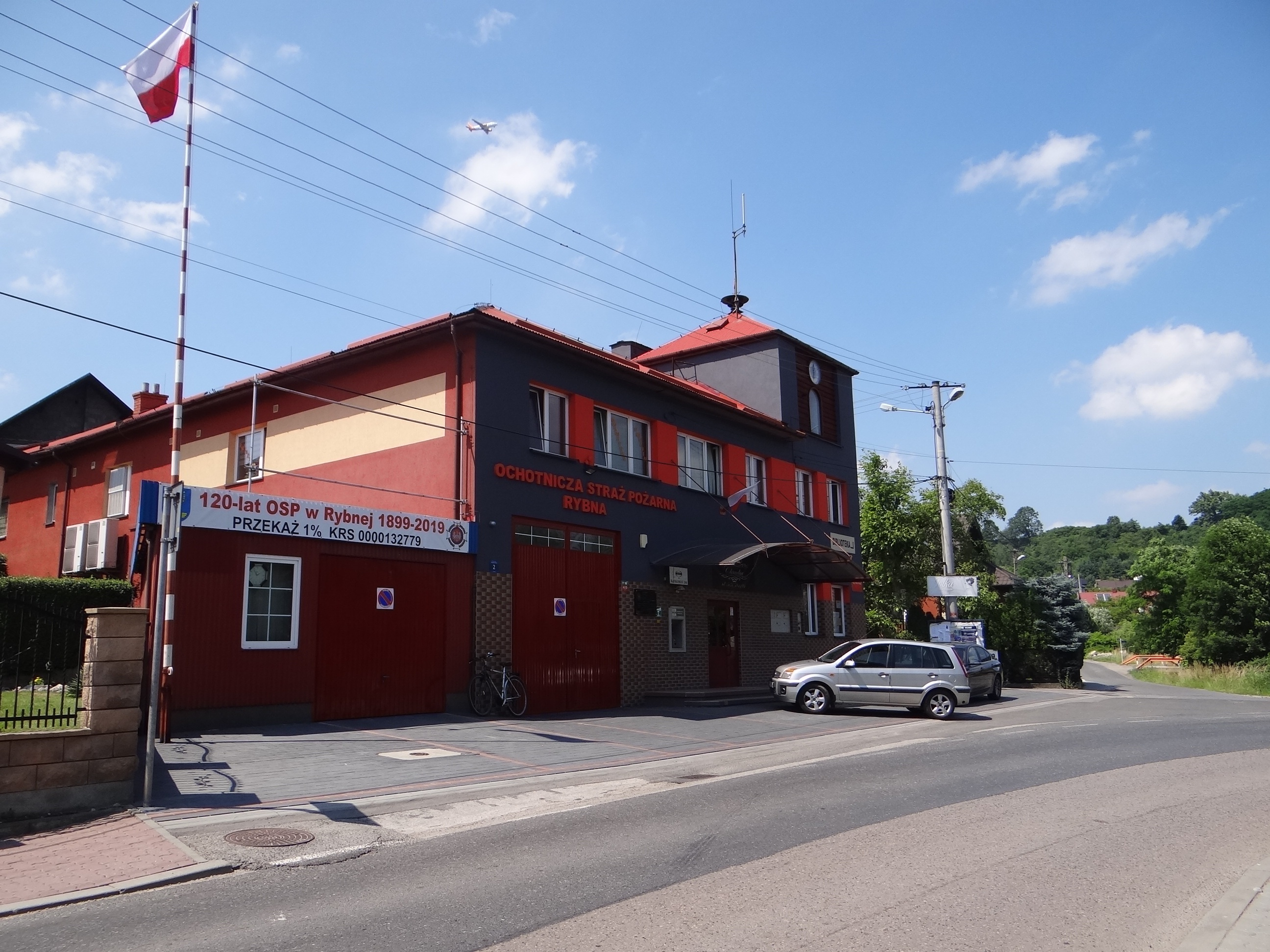
Remiza OSP

## Zabytki
Obiekty wpisane do rejestru zabytków nieruchomych województwa małopolskiego:
- Kościół św. Kazimierza z pierwszej połowy XIX wieku, wybudowany na miejscu wcześniejszego z 1440 r; w latach 1821–1832, a następnie powiększony 10 lat później, utrzymany w stylu józefińskim. W barokowym ołtarzu głównym znajduje się obraz pędzla Michała Stachowicza, przedstawiający św. Kazimierza w stroju narodowym polskim.
- Dwór z przełomu XVII–XIX w. będący w latach 1875–1922 własnością rodu Rostworowskich, mieszkających w Rybnej od 1876 roku (okoliczny majątek tej rodziny miał 137 mórg)[12].

## Urodzeni w Rybnej
- Antoni Feluś (ur. 1933) – prawnik, kryminolog, profesor nauk prawnych, nauczyciel akademicki Uniwersytetu Śląskiego
- Karol Hubert Rostworowski (1877–1938) - dramaturg i poeta, ojciec Jana, Marka i Emanuela.
- Michał Gier (1853-1929) - artysta ludowy, rzeźbiarz samouk